# 龟屿
龜嶼是位於新加坡南部5.6公里外海的岛屿，面積約8.5公頃。岛上目前仅有一间华人庙宇和一间马来圣跡，每年农历九月吸引大批进香客。島上沒有公路，遍布羊腸小徑，設有兩個碼頭來往濱海南碼頭及聖約翰島。

## 历史沿革
龟屿本为珊瑚礁，最早的历史记载始于17世纪。时任菲律宾总督Dom Jose de Silva 在1616年3月曾经到此一游，故将岛屿命名为“总督岛”（英语：Governor's Island），新加坡海峡称为“总督海峡”（英语：Governor's Straits）。马来人将岛屿称之为“Pulau Tembakul”。
1806年，英国东印度公司水文学家霍士堡将岛屿命名为“果阿岛”。新加坡于1819年开埠后，莱佛士爵士决定采用本岛作为船只驶入新加坡港的标志。
龟屿原面积1.2公顷，1975年政府用填海方式将其增加至现在的8.5公顷。本岛曾是新加坡开埠初期，因病在棋樟山病死的移民的葬身之地。

## 命名
相传某年农历九月，一只神龟为了拯救遇到风暴的船员，将自己变成了一个岛屿。船员获救后为答谢神明在岛上建庙，流传至今。170年前，一位阿拉伯人和一位华人准备前往龟屿朝觐。那位华人在岛上生了重病，突然间岛上出现一艘载有粮食和水的船，救了两人。两人最后葬在岛上，成为后来的大伯公庙和马来圣跡。

## 公共設施
- 島的中部設有公共盥洗室 ；
- 島的南北部各自設有個「海灘礁湖」（Lagoon），設有救生員服務。

## 宗教場地

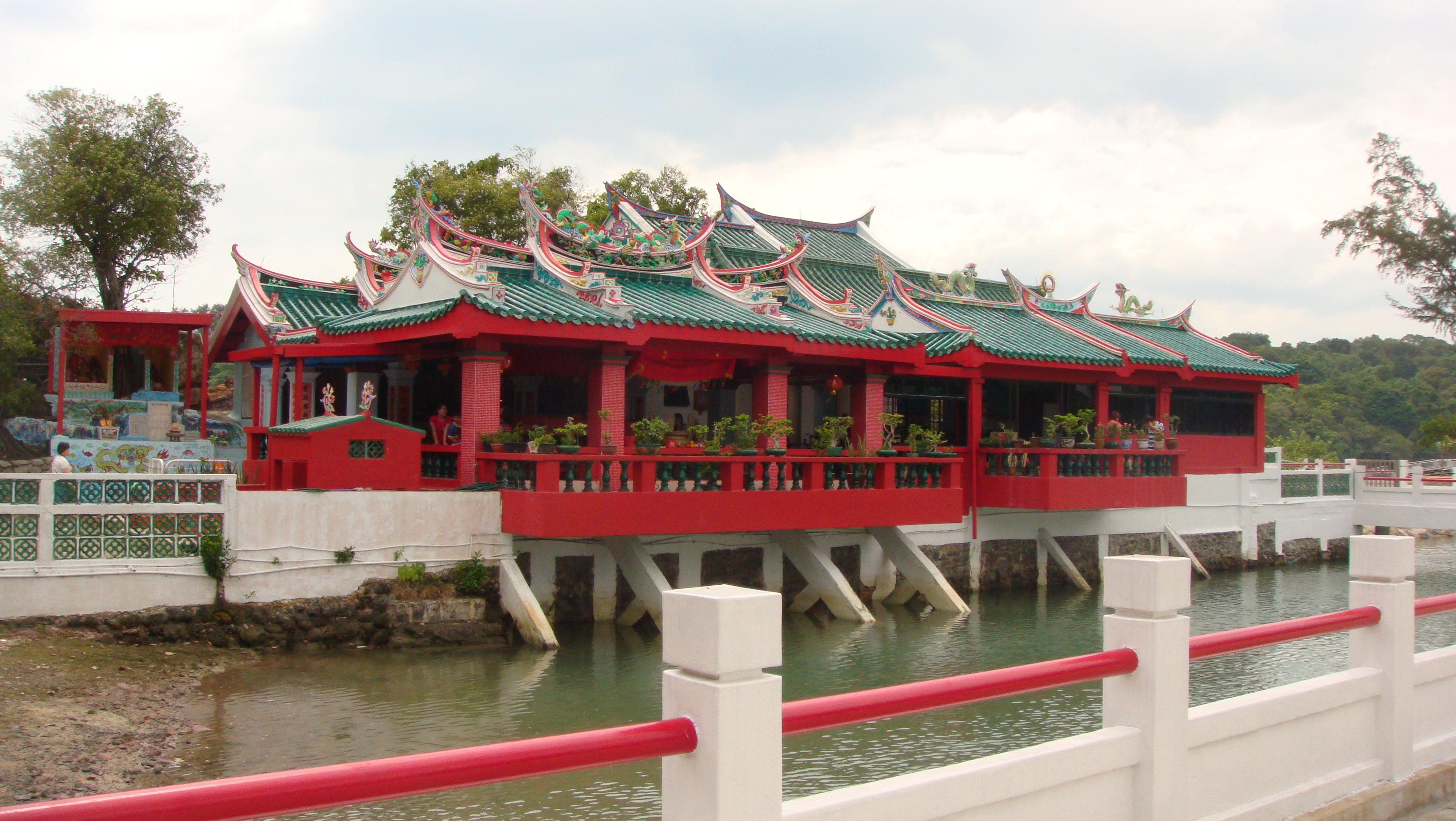
龟屿大伯公庙

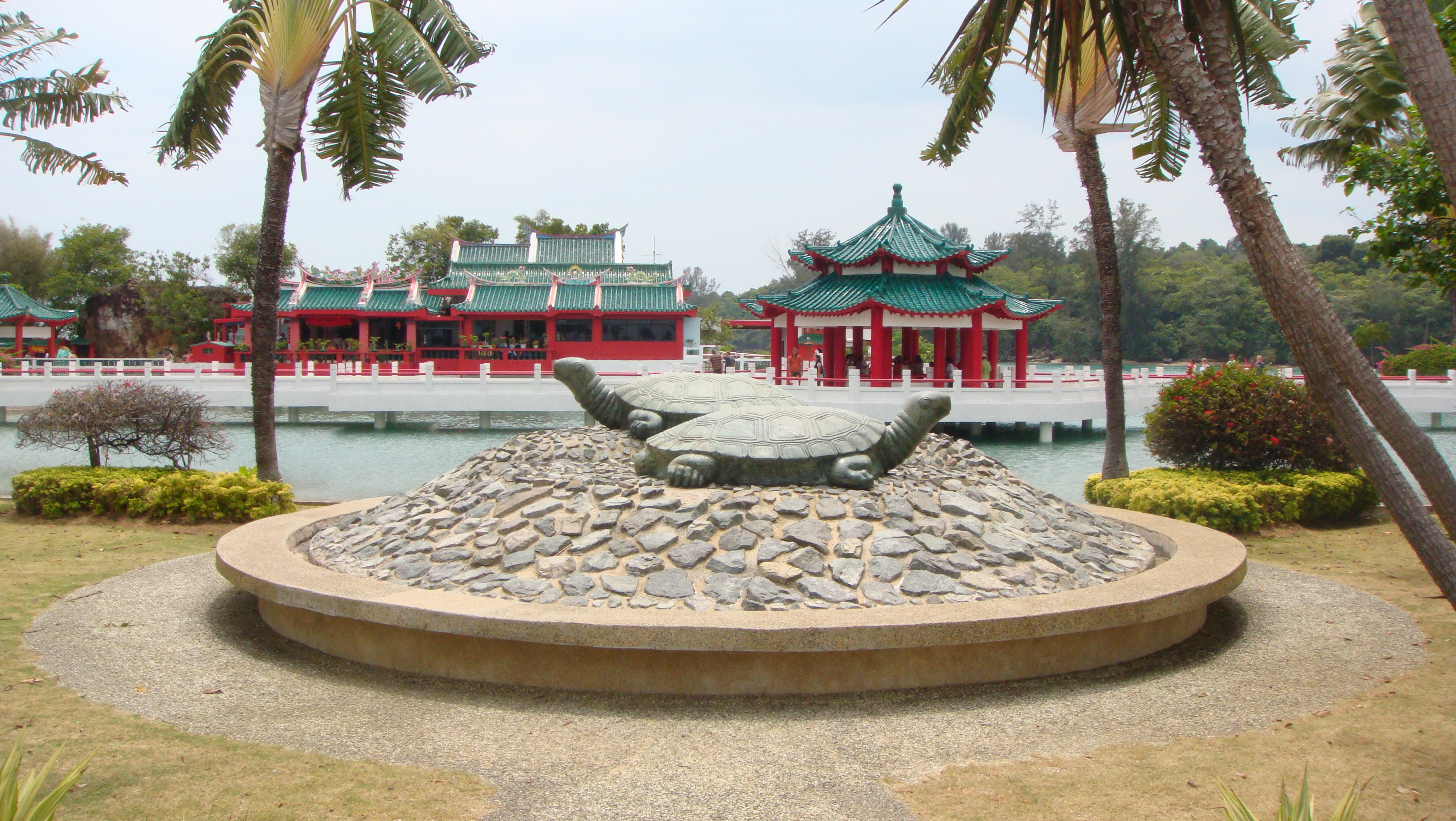
岛上的大理石乌龟雕像

- 1923年由一富商建设的华人「大伯公廟」：設有「龜池」、「放生池」、「岩石堤」及涼亭等設施，每年农历九月举办“龟屿进香”活动；
- 马来人的「拿督公廟」（The Kusu Keramat）。

## 交通
欲到龟屿的访客可在位于本岛的滨海南码头乘船前往，全程大约为1小时。

## 外部連結
- 新加坡旅遊局
- 新加坡國家公園局（页面存档备份，存于）（英文）